# Jean Sanon
Jean Gustave Sanon est un économiste et ministre burkinabè. Il est ministre de l’Économie et des Finances dans le gouvernement de transition d’Isaac Zida en 2014.

## Publications
- Jean Sanon, Gountiéni Damien Lankoande, Taladidia Thiombiano, Crise financière et économique internationale :

Analyses théoriques et empiriques et implications pour le continent africain, Editions L'Harmattan, 2010, 142 p. (ISBN 9782296933316)